# 劉瑤 (三國)
刘瑶（？ - ？），三国时期蜀汉后主刘禅的儿子，太子刘弟。
延熙元年（238年）春正月，刘禅立车骑将军张飞次女张氏为皇后，大赦天下。又立长子刘璿为皇太子，立儿子刘瑶为安定王。
蜀汉灭亡后。刘瑶与刘禅及刘禅的其余后裔迁徙到洛阳，因兄长刘璿死于钟会之乱，刘瑶作为刘禅次子应为继承人，但刘禅立所爱六子刘恂为嗣且不听文立劝谏，于是刘恂袭为安乐公。刘瑶的子孙于永嘉之乱时全部死绝。